# Center Harbor
Center Harbor – miasto w Stanach Zjednoczonych, w stanie New Hampshire, w hrabstwie Belknap.